# Adlercreutzia muris
Adlercreutzia muris es una especie de bacteria grampositiva del género Adlercreutzia. Fue descrita en el año 2018. Su etimología hace referencia a ratón. Anteriormente conocida como Enterorhabdus muris. Es anaerobia e inmóvil. Tiene un tamaño de 5 μm de largo. Tiene un contenido de G+C de 65,1%. Aislada del colon de un ratón. 